# Jean-Paul Gilli
Pour les articles homonymes, voir Gilli.
Jean-Paul Gilli, né le 4 octobre 1930 à Nice et mort le 25 juin 2023 à Paris, est un avocat et professeur de droit public français.

## Biographie
Après des études aux Facultés de droit de Nice et de Paris, il prête serment au Barreau de Paris en 1953. Agrégé des Facultés de droit en 1960, il est affecté successivement aux Facultés de Grenoble, d'Aix-Marseille et de Nice.
À partir de 1969, il enseigne également au Centre Universitaire Dauphine, dont il devient Président de l'Assemblée constitutive. Il est ensuite élu Président de l'Université de Paris-Dauphine, de 1975 à 1980. En 1981, il se réinscrit au Barreau de Paris (SCP Charles Sirat – Jean Paul Gilli) tout en poursuivant ses activités d'enseignant à l'Université de Paris I Panthéon-Sorbonne. Il prend sa retraite d'enseignant en 1996, puis du Barreau en 2005, tout en conservant une activité de consultant en droit de l'urbanisme et en droit des marchés publics.

## Ouvrages
- La cause juridique de la demande en justice, LGDJ 1962
- Problèmes juridiques des Chambres de commerce et d'industrie (colloque), PUF 1972
- La continuité des services publics (études), PUF 1973
- Les aspects administratifs de la régionalisation (rapport), Cujas 1974
- Redéfinir le droit de propriété, CRU 1975
- Lexique du droit de l'urbanisme, avec Jacques de Lanversin, PUF 1978
- Les Grands arrêts du droit de l'urbanisme, avec Hubert Charles et Jacques de Lanversin, Sirey 1974, 1981, 1989, et Dalloz 1996

Nombreux articles et notes de jurisprudence, notamment au Recueil Dalloz et à l'Actualité juridique Droit administratif.